# Phlox (flore)
Pour les articles homonymes, voir Phlox.
Genre
Classification phylogénétique
Taxons de rang inférieur
- Voir le texte

Phlox (les Phlox en français) est un genre de plantes à fleurs de la famille des Polémoniacées
Étymologie : du grec "flamme", pour la couleur vive des premières plantes répertoriées dans ce genre.
Ce sont des plantes herbacées vivaces ou annuelles.

## Espèces
Les espèces appartenant au genre Phlox sont très nombreuses :
- Phlox aculeata A. Nels. -- sagebrush phlox
- Phlox acuminata Pursh
- Phlox adsurgens Torr. ex Gray -- northern phlox
- Phlox albomarginata M.E. Jones -- whitemargin phlox
- Phlox alyssifolia Greene -- alyssum-leaf phlox, alyssumleaf phlox, phlox
- Phlox amabilis Brand -- Arizona phlox
- Phlox amoena Sims -- hairy phlox
- Phlox amplifolia Britt. -- largeleaf phlox
- Phlox andicola E. Nels. -- prairie phlox
- Phlox austromontana Coville -- desert mountain phlox, desert phlox, mountain phlox
- Phlox bifida Beck -- cleft phlox
- Phlox buckleyi Wherry -- swordleaf phlox
- Phlox caespitosa Nutt. -- Douglas phlox, tufted phlox
- Phlox carolina L. -- thickleaf phlox
- Phlox caryophylla Wherry -- clove phlox
- Phlox cluteana A. Nels. -- Navajo Mountain phlox
- Phlox colubrina Wherry & Constance -- Snake River phlox
- Phlox condensata (Gray) E. Nels. -- dwarf phlox
- Phlox covillei E. Nels. -- Coville's phlox
- Phlox cuspidata Scheele -- cuspid phlox, pointed phlox

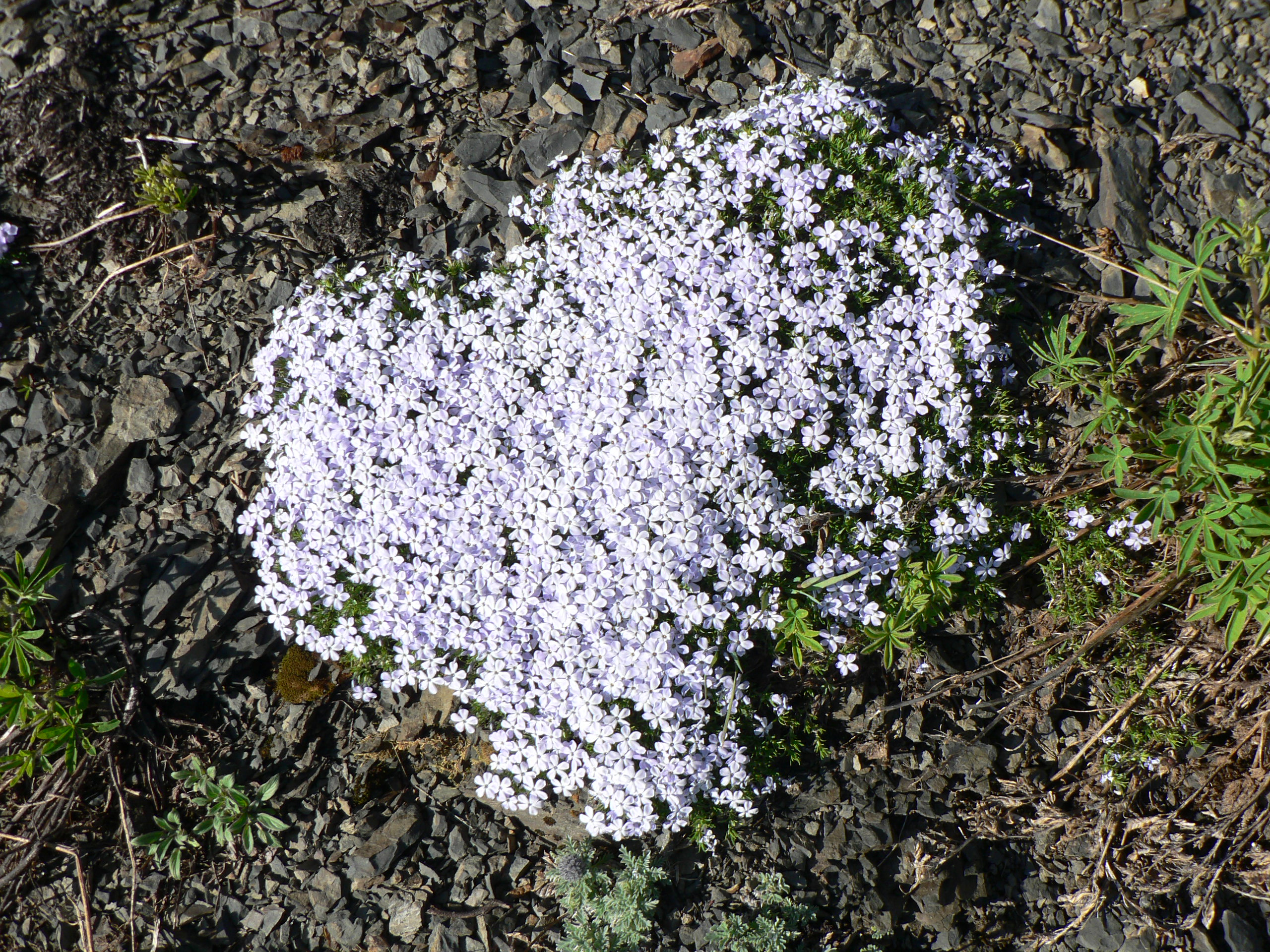
Phlox diffusa peut former des touffes très densément couvertes de fleurs (48.7868° N, -121.9109° E, Canada)

- Phlox diffusa Benth. -- spreading phlox
- Phlox dispersa C.W. Sharsmith -- High Sierra phlox
- Phlox divaricata L. -- wild blue phlox
- Phlox dolichantha Gray -- Big Bear Valley phlox
- Phlox drummondii Hook. -- annual phlox, drummond phlox
- Phlox floridana Benth. -- Florida phlox
- Phlox glaberrima L. -- smooth phlox
- Phlox glabriflora (Brand) Whitehouse -- Rio Grande phlox
- Phlox gladiformis (M.E. Jones) E. Nels. -- musky phlox
- Phlox × glutinosa Buckl. (pro sp.) -- phlox
- Phlox gracilis (Hook.) Greene -- slender phlox
- Phlox griseola Wherry -- Arizona phlox, gray-leaf phlox, grayleaf phlox
- Phlox hendersonii (E. Nels.) Cronq. -- Henderson's phlox
- Phlox hirsuta E. Nels. -- Yreka phlox
- Phlox hoodii Richardson -- Hood's phlox, spiny phlox
- Phlox idahonis Wherry -- Clearwater phlox
- Phlox jonesii Wherry -- Zion phlox
- Phlox kelseyi Britt. -- Kelsey's phlox
- Phlox latifolia Michx. -- wideflower phlox
- Phlox longifolia Nutt. -- longleaf phlox
- Phlox longipilosa Waterfall -- downy phlox, longhair phlox
- Phlox maculata L. -- wild sweetwilliam
- Phlox mesoleuca Greene -- threadleaf phlox
- Phlox missoulensis Wherry -- Missoula phlox
- Phlox mollis Wherry -- soft phlox
- Phlox multiflora A. Nels. -- flowery phlox, Rocky Mountain phlox
- Phlox nana Nutt. -- Santa Fe phlox
- Phlox nivalis Lodd. ex Sweet -- trailing phlox
- Phlox oklahomensis Wherry -- Oklahoma phlox
- Phlox opalensis Dorn -- opal phlox

- Phlox paniculata L. -- fall phlox

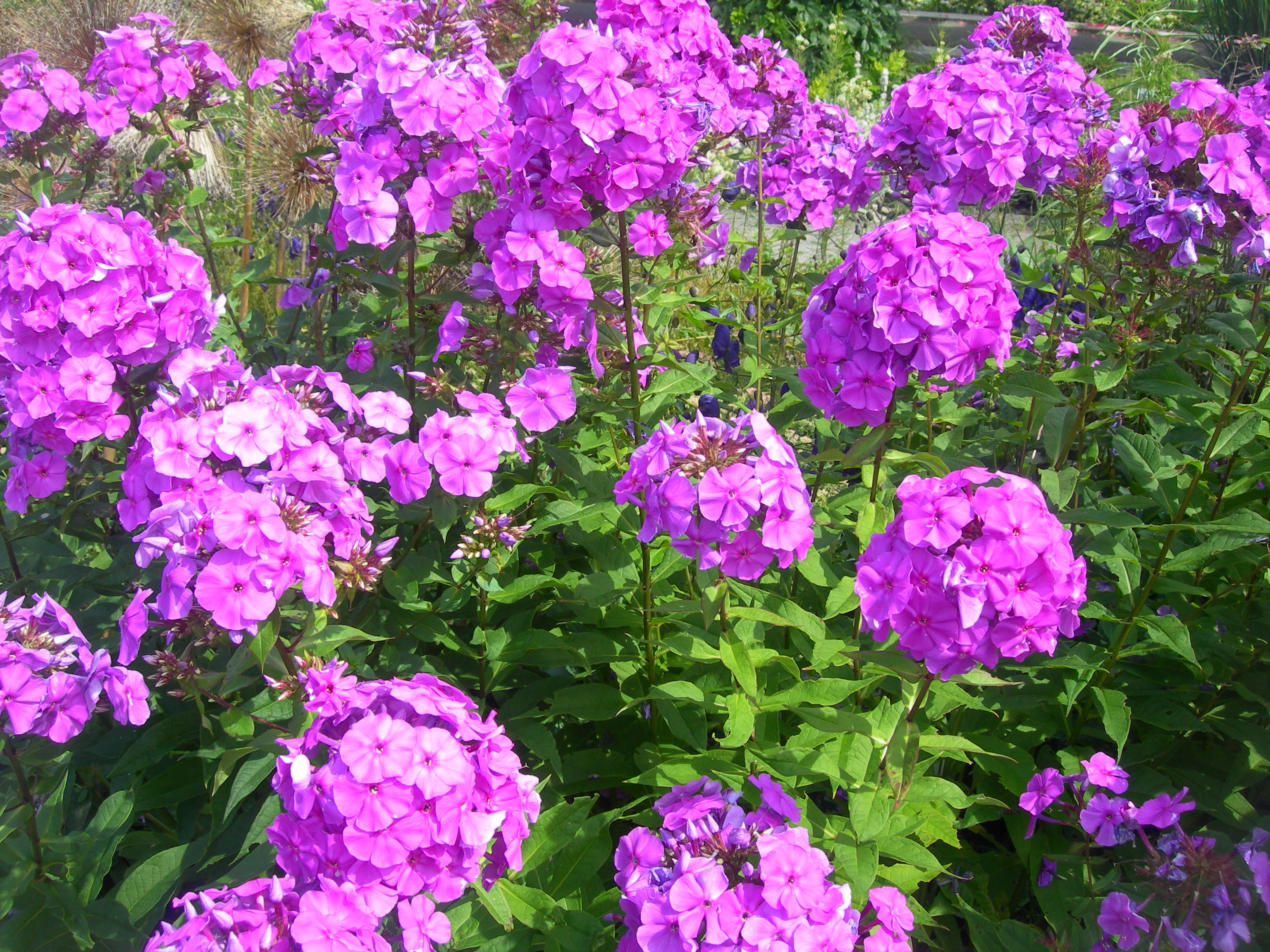
Phlox paniculé (Phlox paniculata)

- Phlox peckii Wherry -- Peck's phlox
- Phlox pilosa L. -- downy phlox
- Phlox × procumbens Lehm. (pro sp.) -- phlox
- Phlox pulchra Wherry -- Alabama phlox
- Phlox pulvinata (Wherry) Cronq. -- cushion phlox, powder phlox
- Phlox pungens Dorn -- prickly phlox
- Phlox richardsonii Hook. -- Richardson's phlox
- Phlox rigida Benth. -- stiff phlox
- Phlox roemerana Scheele
- Phlox roemeriana Scheele -- goldeneye phlox, roemer phlox
- Phlox × rugelii Brand (pro sp.) -- Rugel's phlox
- Phlox sibirica L. -- Siberian phlox
- Phlox speciosa Pursh -- showy phlox
- Phlox stansburyi (Torr.) Heller -- cold-desert phlox, colddesert phlox, Stansbury's phlox
- Phlox stolonifera Sims -- creeping phlox
- Phlox subulata L. -- moss phlox
- Phlox tenuifolia E. Nels. -- Santa Catalina Mountain phlox, Santa Catalina phlox
- Phlox triovulata Thurb. ex Torr. -- three-seed phlox, threeseed phlox
- Phlox variabilis Brand -- variegated phlox
- Phlox viridis E. Nels. -- green phlox
- Phlox viscida E. Nels. -- sticky phlox

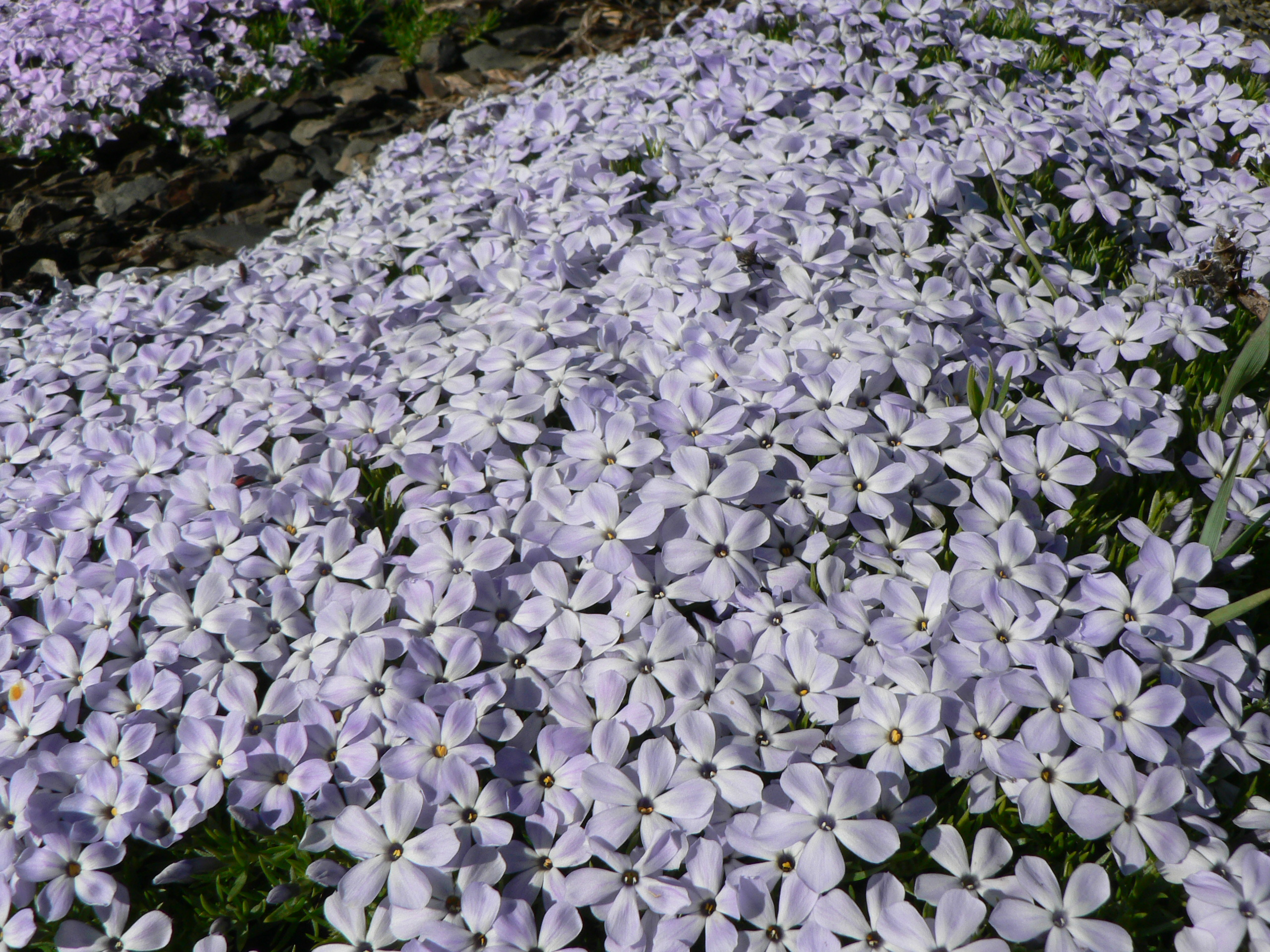
Le regroupement de touffes forme des tapis de fleurs caractéristiques.

## Langage des fleurs
Dans le langage des fleurs, le phlox symbolise la flamme.